# دره‌زیارت علیا
دره‌زیارت علیا(به کردی: دەرەزیارەت سەروو، Dereziyaret Serû) روستایی از توابع بخش سرشیو شهرستان سقز است که در استان کردستان ایران قرار دارد.

## جمعیت
این روستا در دهستان ذوالفقار واقع شده و براساس سرشماری سال ۱۳۸۵، جمعیت آن ۲۵۹ نفر (۵۱ خانوار) بوده‌است.